# World Cyber Games 2006
World Cyber Games 2006（ワールド・サイバー・ゲームズ 2006、略称: WCG2006）は、2006年度に行われた世界最大級のゲームオリンピック大会である。

## 種目
- PCゲーム
  - 『Counter-Strike 1.6』
  - 『FIFAサッカー 2006』
  - 『Need for Speed: Most Wanted』
  - 『StarCraft: Brood War』
  - 『WarCraft III: The Frozen Throne』
  - 『Dawn of War: Winter Assault』
- Xbox 360
  - 『Dead or Alive 4』
  - 『Project Gotham Racing 3』
- スペシャルトーナメント
  - 『PangYa』
- 限定トーナメント
  - 『Carom 3D』
- Quake 4 オールスターズ
  - 『Quake 4』

## 出場国
| アジア - バングラデシュ - 中国 - チャイニーズタイペイ - 香港 - インド - インドネシア - 日本 - 韓国 - マレーシア - パキスタン - フィリピン - シンガポール - タイ - ベトナム 北中米・カリブ海・南米 - ブラジル - カナダ - コロンビア - エクアドル - グアテマラ - メキシコ - パナマ - ペルー - アメリカ合衆国 - ベネズエラ · | ヨーロッパ - アルメニア - アゼルバイジャン - ベルギー - クロアチア - デンマーク - フィンランド - ジョージア - ギリシャ - アイルランド - カザフスタン - リトアニア - 北マケドニア - モンテネグロ - ノルウェー - ポルトガル - ロシア - スロバキア - スウェーデン - トルクメニスタン - イギリス | - オーストリア - ベラルーシ - ブルガリア - チェコ - エストニア - フランス - ドイツ - ハンガリー - イタリア - ラトビア - ルクセンブルク - モルドバ - オランダ - ポーランド - ルーマニア - セルビア - スペイン - スイス - ウクライナ - ウズベキスタン | アフリカ - イラン - サウジアラビア オセアニア - オーストラリア - ニュージーランド |

## 開催地
グランドファイナル開催地
- イタリア

## 最終結果
| WCG 2006                        |               |                |             |
| Counter-Strike 1.6              | Pentagram     | NiP            | hoorai      |
| FIFAサッカー 2006               | Sk_hero       | ovvy           | Alexxx      |
| Need for Speed: Most Wanted     | USSRxAlan     | USSRxMrRASER   | Steffan     |
| StarCraft: Brood War            | IloveOov      | JulyZerg       | midas[gm]   |
| WarCraft III: The Frozen Throne | WE-SKY        | ToD4K          | HoT_Ukraine |
| Dawn of War: Winter Assault     | SeleCT        | deathgun       | sCa_Phoenix |
| Dead or Alive 4                 | Offbeat_Ninja | El_divino_Xmas | arngrine    |
| Project Gotham Racing 3         | chompr        | TTR_Mclaren_F1 | BA_FinPro   |